# Acadja

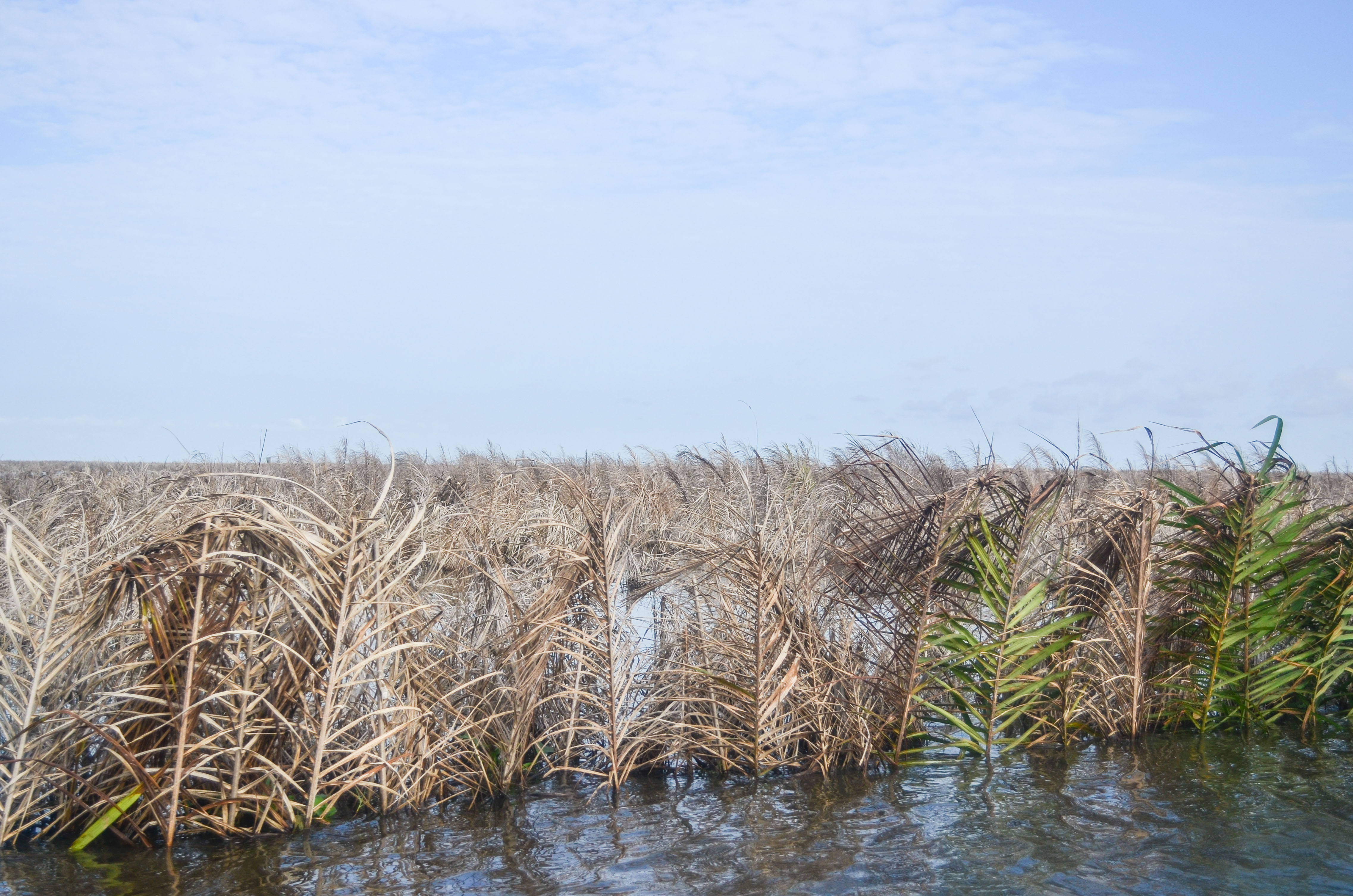
Acadjas sur le lac Nohoué dans le Sud du Bénin.

Les Acadjas sont une technique traditionnelle d'aquaculture développée sur les étendues d'eau d'Afrique de l'Ouest, principalement dans le Sud du Bénin,. Il s'agit de parcs aquatiques entourés de branches d'arbres et d'arbustes, coupées et enfouies à une profondeur d'un à deux mètres environ, dans les lacs et lagunes. Les acadjas offrent ainsi un habitat artificiel, propice au développement de certaines espèces de poissons.
Issus de l'évolution des aholos, les acadjas sont caractérisés par leur taille et leur construction. Acadjavi, Aoula, Codokpono, Amédjorotin, Adokpo, Ava, Hanou, Hanoumecadja, Hanougocadja sont les principales formes d'acadja existantes de nos jours. L'acadja joue deux principaux rôles définis par la périodicité des pêches: un rôle de piège à poissons (engin de pêche), lorsque les pêches se font à court terme, par périodicité de deux à trois mois, et le rôle de système d'aquaculture extensive lorsque les pêches se font par périodicités de six à douze mois .

## Histoire
Avant la fin du XIXe siècle, les pêcheurs, constatant l'abondance des poissons autour des échasses des palétuviers qui bordent autrefois le lac Nokoué, utilisaient la technique des aholos. L'ouverture du chenal de Cotonou, par l'administration coloniale, le 21 septembre 1885, eut pour conséquence, la dégradation puis la disparition des formations forestières amphibies bordant le lac. Ainsi, face à la disparition des aholos, une nouvelle technique d'aquaculture fut développée par un pêcheur du nom de Winsou, originaire de Sô-Tchanhoué. Sa technique se résume à reconstituer un milieu naturel semblable à celui des aholos, en créant des parcs à l'aide de branches, de branchages et de feuilles. Sa pratique se généralisa et les pêcheurs allaient acheter chez les Ouémènou, des branchages appelés acadjas, d'où le nom donné à cette technique traditionnelle d'aquaculture .

## Les différents types d'acadja
| Nom                      | Forme                                               | Aire moyenne en m2 | Matériaux                                   | Description | Périodicité de pêche                                                                 | Rendement (t/ha/an avant 1959) | Rendement (t/ha/an avant 1989) |
| ------------------------ | --------------------------------------------------- | ------------------ | ------------------------------------------- | --- | ------------------------------------------------------------------------------------ | ------------------------------ | ------------------------------ |
| Aoula                    | Circulaire ou rectangulaire                         | 25                 | Branchages et végétations flottantes        | Il est composé de branchages avec autour, des végétations flottantes. | Tous les mois                                                                        | 28                             | 9                              |
| Amedjrérotin             | Circulaire                                          | 1 250              | Frondes de palmier                          | Il est constitué d'un parc délimité avec des frondes de palmier dont le fond est jonché de mélange de branchages nervures de palme.                                                                                  | Habituellement tous les 6 mois, mais la fréquence dépend de la taille.               | 6                              | 1.5                            |
| Godokpo                  | Circulaire                                          | 625                | Bois durs et tendres                        | Il s'agit d'une installation isolée dont l'extérieur est fait de bois durs, et le centre de bois tendres, avec des couches de branches à plat.                                                                       | Tous les deux ou trois mois                                                          | 5                              | 1                              |
| Adokpo                   | Forme irrégulière                                   | 4 000              | Bois durs et tendres                        | Il est constitué de plusieurs 'Godokpos' groupés en essaim de 4 à 12 installations | 2 fois par an                                                                        | 7                              | 2                              |
| Ava                      | Rectangulaire                                       | 10 000             | Bois durs et tendres, roseaux, pneumatiques | La clôture principale est faite de bois durs, protégée par des roseaux ; l'enceinte intérieure (acadjavi) est faite avec des couches de branches à plat et de pneumatiques par endroit.                              | 1 à 2 fois par an                                                                    | 10                             | 3.5                            |
| Acadjagbo                | Rectangulaire                                       | plus de 20 000     | Bois durs et tendres, roseaux, pneumatiques | La clôture principale est faite de bois durs, protégée par des roseaux ; l'enceinte intérieure (acadjavi) est faite avec des couches de branches à plat et de pneumatiques par endroit.                              | 1 à 2 fois par an                                                                    | 17                             | 4                              |
| Hanou                    | Combinaison de formes rectangulaires et circulaires | 15 000             | Branchages, roseaux, pneumatiques           | Il est constitué sur trois côtés, d'un Ava d'un (01) à deux (02) hectares, laissé ouvert sur toute sa deuxième largeur.                                                                                              | Ava est le réservoir. Il n'est pas pêché. Les 'acadjavis' sont pêchés tous les mois. | 25                             | En voie de disparition         |
| Hanoumécadja             | Rectangulaire                                       | 15 000             | Branchages, roseaux, pneumatiques           | Il s'agit d'un type de Hanou avec des 'acadjavis' plus nombreux et situés à l'intérieur. | Tous les 4 mois                                                                      | 21                             | 21                             |
| Ava "genre Ganvié"       | Rectangulaire                                       | 15 000             | Branchages, roseaux, pneumatiques           | C'est un type de 'Hanoumécadja' sans branchages mous sur toute sa surface. Il est composé de 6 à 18 'acadjavis', plus chargés du centre vers la périphérie, ayant la particularité de capturer plus de tilapias.     | 1 à 3 fois par an                                                                    | 5.7                            | 2.5                            |
| Ava "genre Sô Tchanhoué" | Rectangulaire                                       | 15 000             | Branchages, roseaux, pneumatiques           | Ce genre présente un grand acadjavi central bien bourré, entouré de 4 à 6 petits acadjas moins chargés. Il permet la capture de plusieurs types de poissons avec une dominance de tilapias.                          | 1 à 3 fois par an                                                                    | 5.5                            | 2                              |
| Ava "genre Ouédo"        | Rectangulaire                                       | 15 000             | Branchages, roseaux, pneumatiques           | Ici, il s'agit d'une forme hybride, composé d'un acadjavi central bourré. Toute la surface restante est délimitée par des clôtures secondaires sans branchages de fond. Il permet notamment la capture d'ethmaloses. | 1 à 3 fois par an                                                                    | 7                              | Non communiqué                 |

## Implantation
Les travaux d'implantation d'acadja incombent aux hommes. Avant l'implantation proprement dite, une prospection est faite afin de déterminer un lieu propice à l'implantation. Les éléments indispensables entre autres sont:
- un niveau d'eau compris entre 80 et 150 centimètres en saison sèche;
- la présence d'une couche de vase de qualité suffisamment consistante. Pour le pêcheur toffin, une pincée de vase de qualité, triturée entre les doigts jusqu'au dernier élément constitutif ne devrait présenter aucun grain de sable;
- le fond ne doit pas contenir d'organismes « parasites ».

Pour un acadja rectangulaire par exemple, l'implantation commence par la délimitation, sur trois côtés, de la clôture par piquetage. La clôture doit être assez dense pour résister aux vents. L'opérateur entre sous l'eau pour fixer les branchages dans la vase. Des 'acadjavis' sont ensuite installées à l'intérieur de cette clôture, à raison de 5 à 6 par hectare. Les clôtures des acadjavis sont moins denses que la clôture de l'acadja. Des allées de circulation destinées aux pirogues sont prévues entre les 'acadjavis' pour faciliter l'exploitation. Le fond des « acadjavis » est chargé de grandes quantités de branchages.
L'implantation d'un acadja nécessite 52,5 à 80 tonnes de branchages par hectare,.

## Technique de pêche
La pêche dans les acadjas se fait de la périphérie vers le centre. Jusqu'à la fin du XIXe siècle, les pêcheurs utilisaient un filet également appelé acadja. Le filet acadja est un filet en forme de tronc de cône, ouvert au niveau de ses deux bases, que le pêcheur jette au-dessus de l'acadjavi puis fixe. Il entre à l'intérieur de l'acadjavi ainsi encerclé par le filet et en retire les branchages. Il resserre ensuite le filet de façon que les poissons se retrouvent prisonniers dans une petite poche où ils sont facilement capturés.
Cette technique a évolué au fil des années, débouchant sur l'utilisation de nouveaux types de filets appelés avado. Ce sont des nappes de filets sur lesquelles sont installées des chambres de capture dénommées adjassondo, déployées pour encercler l'acadja.

## Les atouts
Une activité normale de pêche génère en moyenne quelques dizaines de kilogrammes de poisson par hectare et par an. Dans les meilleurs des conditions, les prises atteignent quelques centaines de kilogrammes par hectare et par an. Le principal atout des acadjas est leur rendement. En effet, la production de pisciculture aux acadjas permet d'atteindre plusieurs tonnes par hectare et par an,. 
Les frais d'installation d'un 'acadja' s'élèvent en moyenne à 1 500 € par hectare. Il faut environ trois années d'exploitation pour amortir l'investissement initial. Cette installation favorise aussi la concentration des poissons et leur apporte des nutriments, constituant ainsi une source importante de nourriture. Elle sert également de refuge contre les prédateurs et crée un biotope favorable à la biologie ainsi qu’à l’éthologie d’une espèce colonisatrice.La pratique de l’acadja repose aussi sur une exploitation forestière, spécialité des localités situées sur les versants et plateaux. Cette exploitation vise à fournir du bois de chauffe ou du charbon de bois, du bois d’œuvre et des matériaux de construction, ainsi que le bois nécessaire à la fabrication des parcs à poissons (acadja). Les principales essences utilisées sont le teck (Tectona grandis), le bambou (Oxytenanthera abyssinica) et l’acacia (Acacia auriculiformis).

## Inconvénients et limites
Plusieurs impacts écologiques et environnementaux de cette installation ont été identifiés. L'implantation et l'entretien des acadjas entraînent une exploitation abusive des forêts environnantes. Les acadjas couvrent une superficie de 9 000 ha sur les 15 000 ha du lac Nokoué. Les tonnes de branchages utilisés dans ces acadjas contribuent donc au comblement et réduisent la surface d’exercice des pêcheurs en eau libre.  La difficulté de navigation constitue aussi un effet nefaste suivi de la prolifération des maladies, de la pollution de l’eau et du déboisement. L’encombrement du lac s’explique par la forte décomposition des branchages et par la présence d’autres matériaux, tels que des pneus, utilisés dans la construction des acadjas, qui contribuent à colmater les plans d’eau.

## Espèces élevées et pêchées
- Tilapia et Sanotherodon
- Ethmalosa fimbriata
- Chryschtyo nigrodigitalus
- Paneus duorarum
- Callinectes latinanus
- Heretoris hiloticus
- Mugil caphalus
- Acentrogrobies
- Autres

## Législation, règlementation
L'implantation et l'exploitation des acadjas sont interdites au Bénin par la loi cadre no 2014-19 du 7 août 2014 relative à la pêche et à l’aquaculture en république du Bénin.

## Galerie

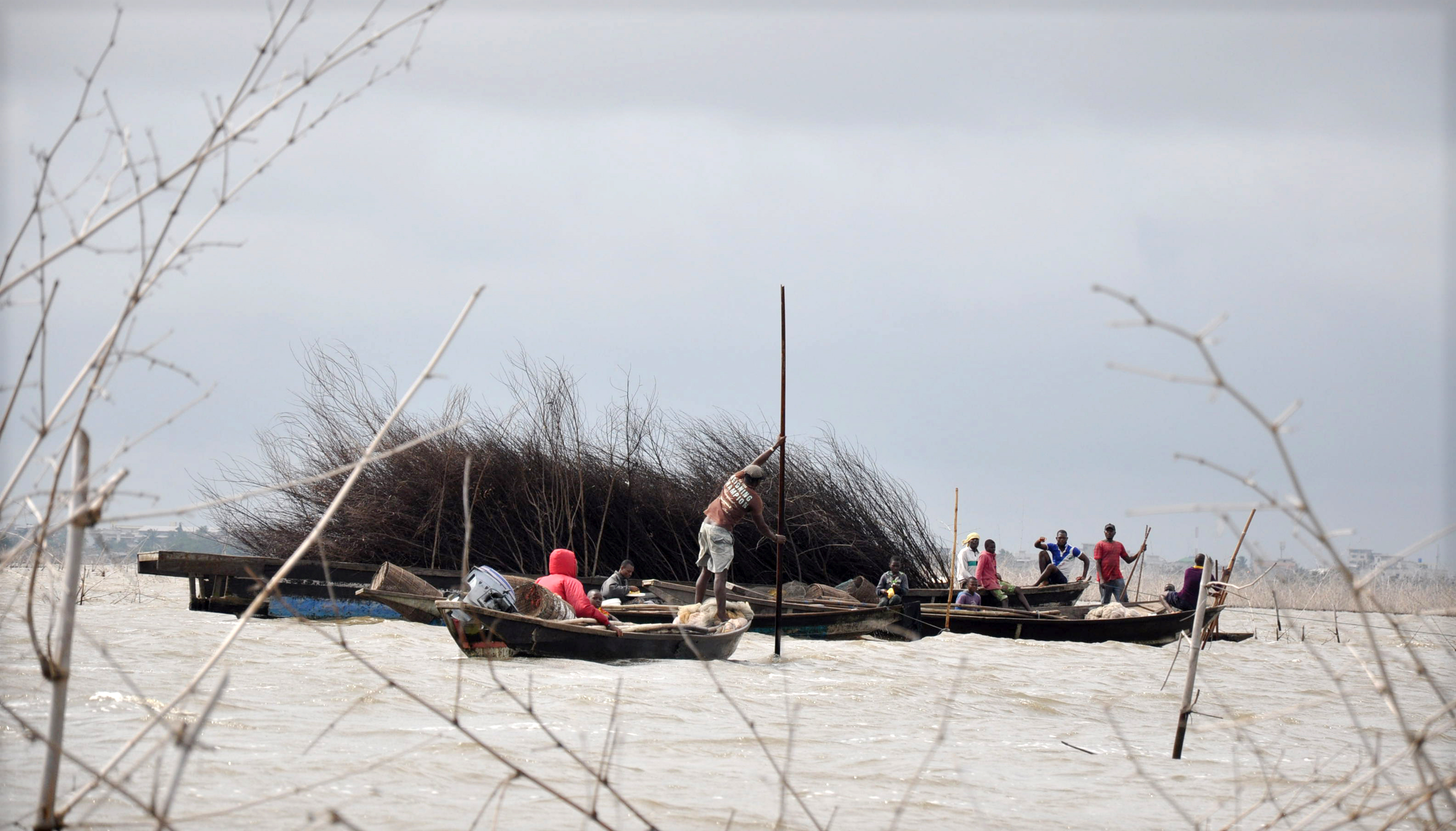
Transport de branchages pour l'installation d'acadjas.
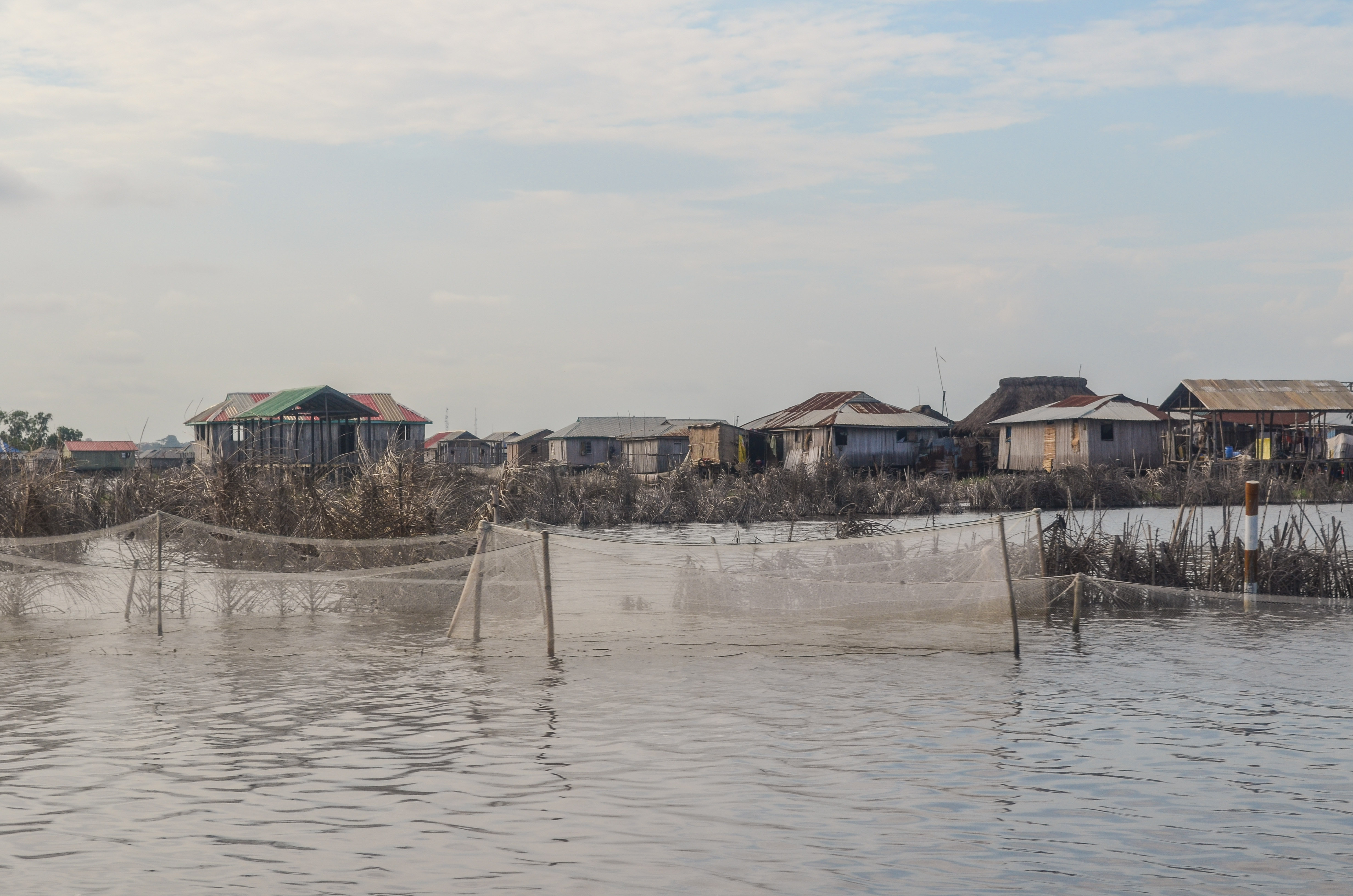
Acadja entouré d'un filet.
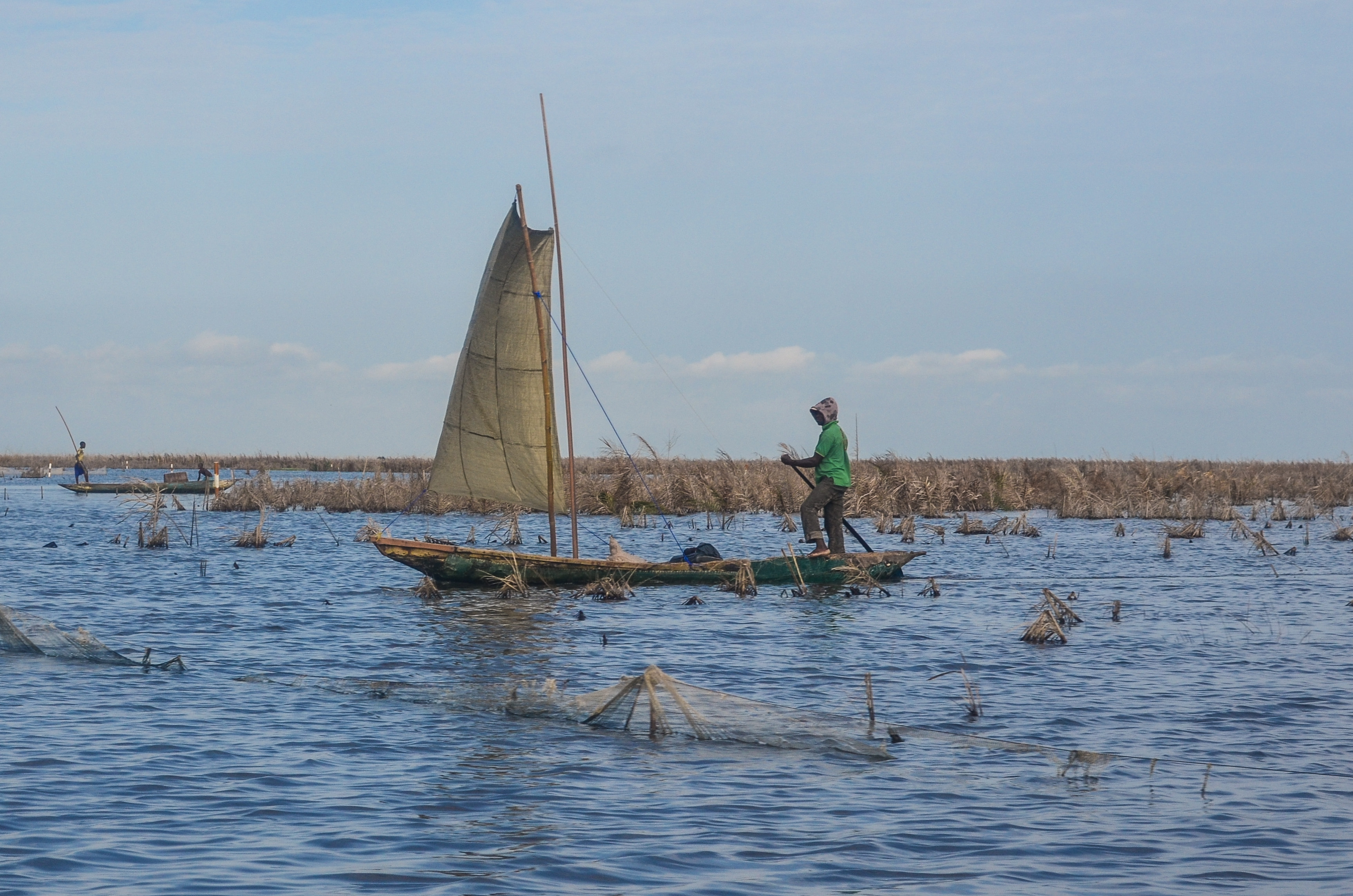
Pirogue au milieu d'acadjas.
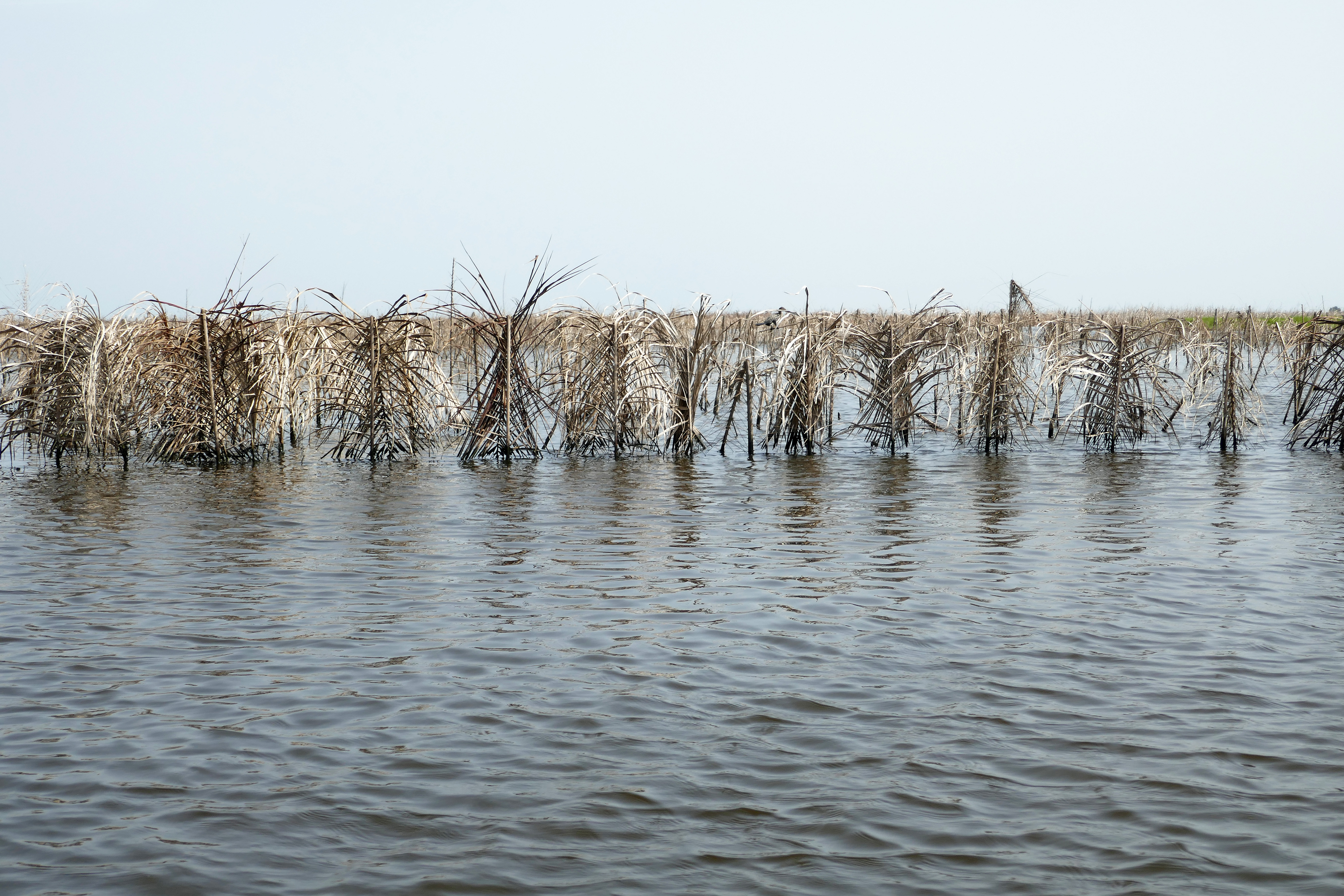
Vue d'un acadja.
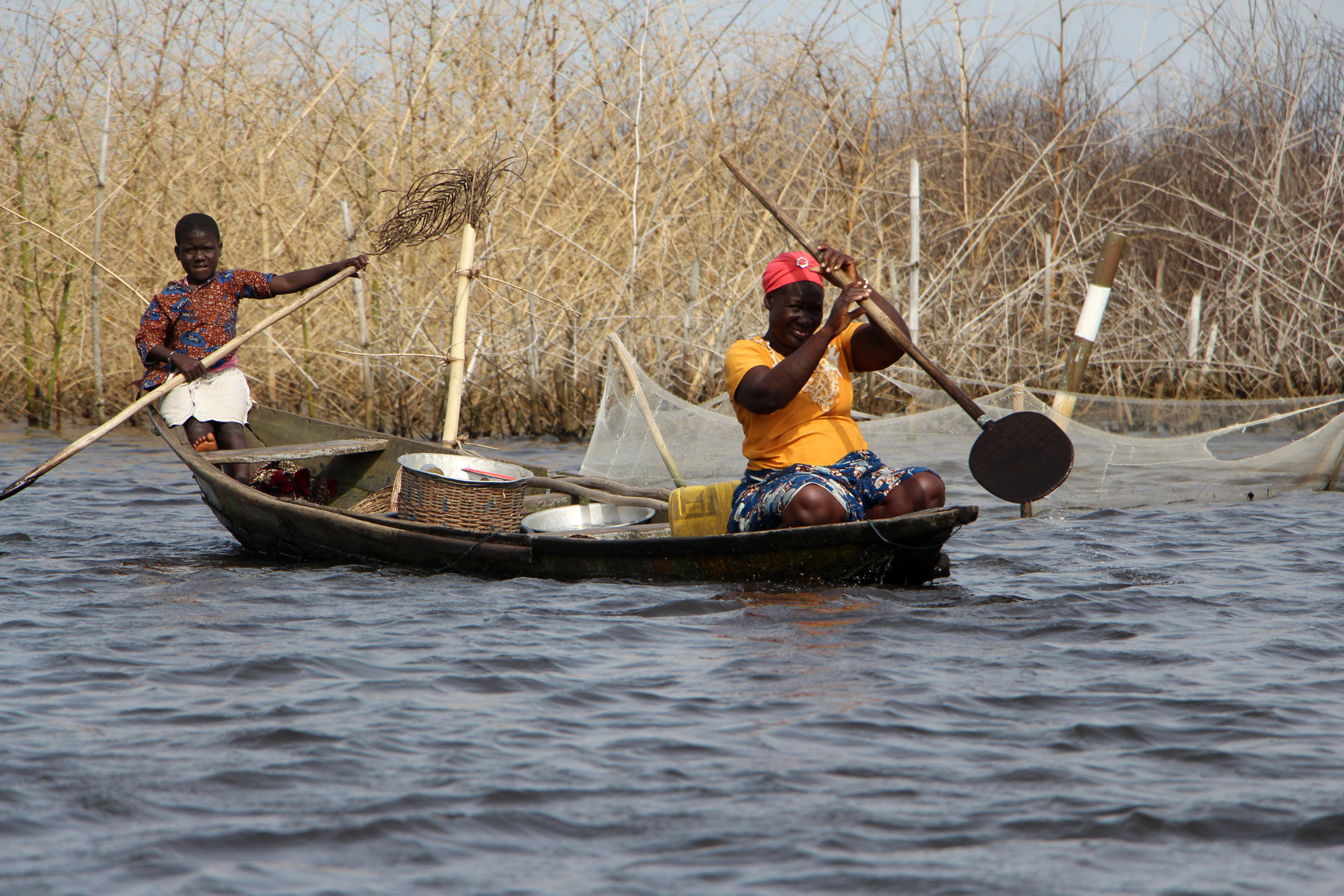
Femme et son enfant dans une pirogue, naviguant devant un acadja.
- Pirogue naviguant à côté d'un acadja.
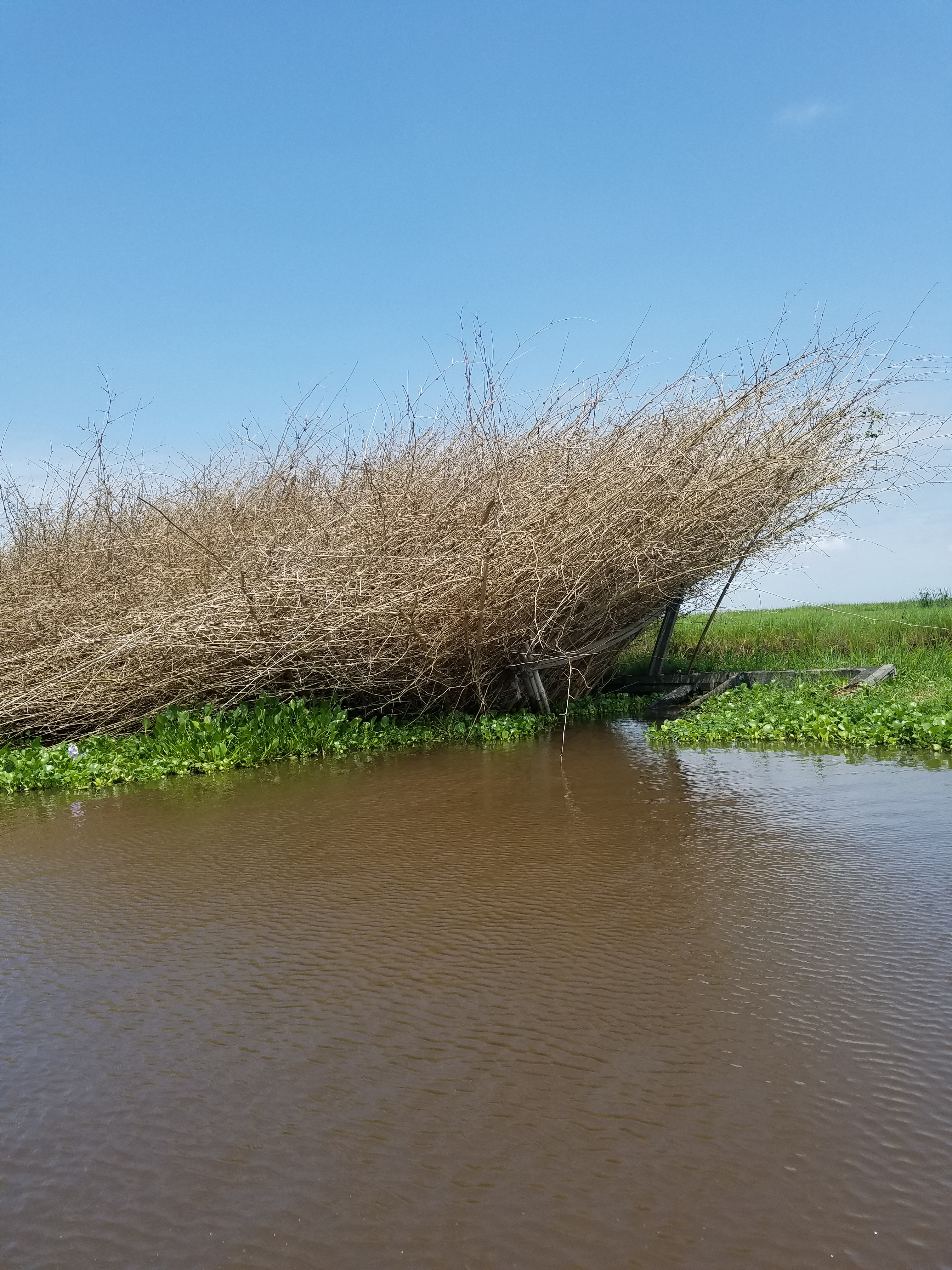
Pirogue transportant des branchages pour construire un acadja.
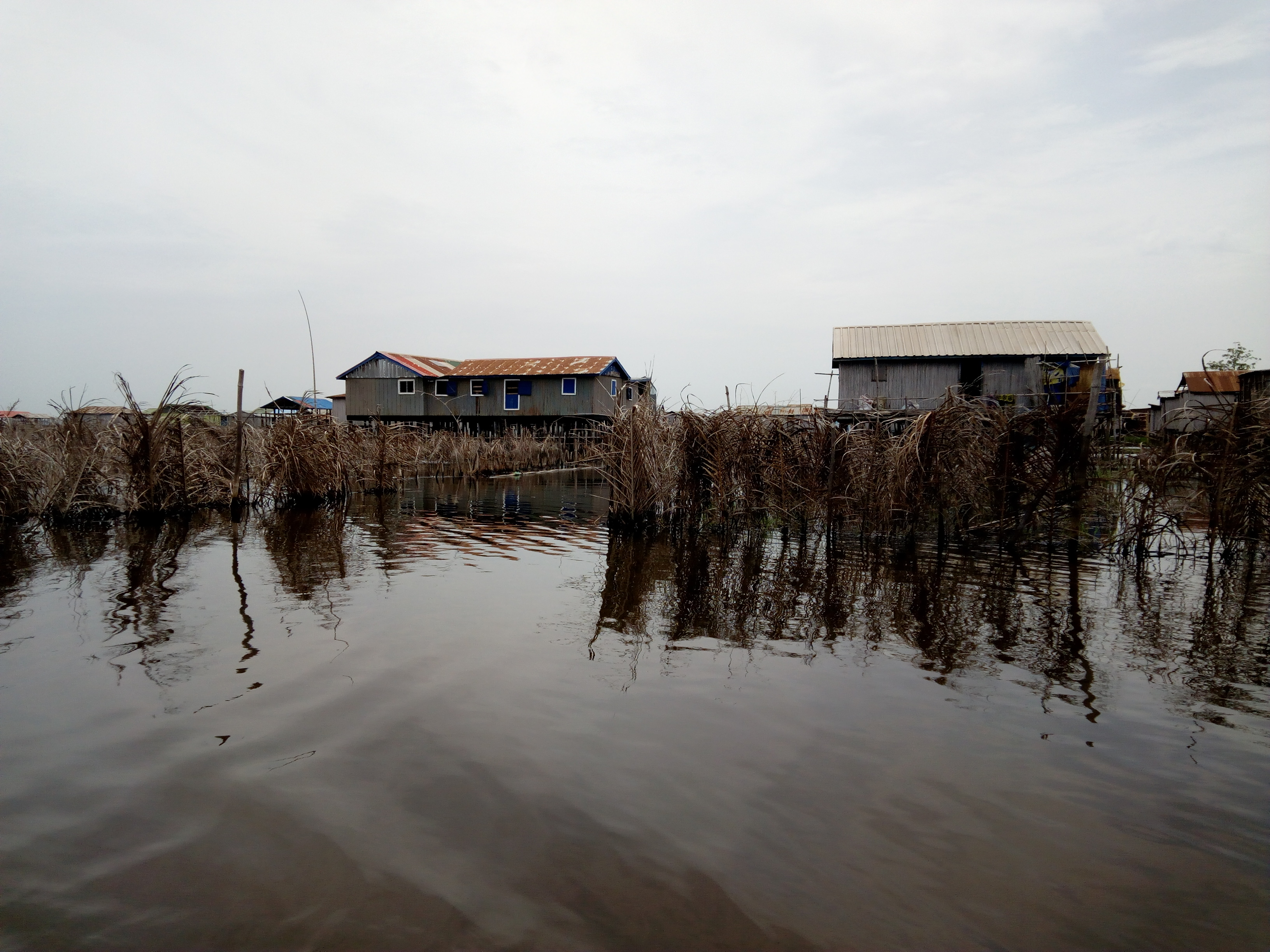
Acadjas et habitats à la cité lacustre de Ganvié.

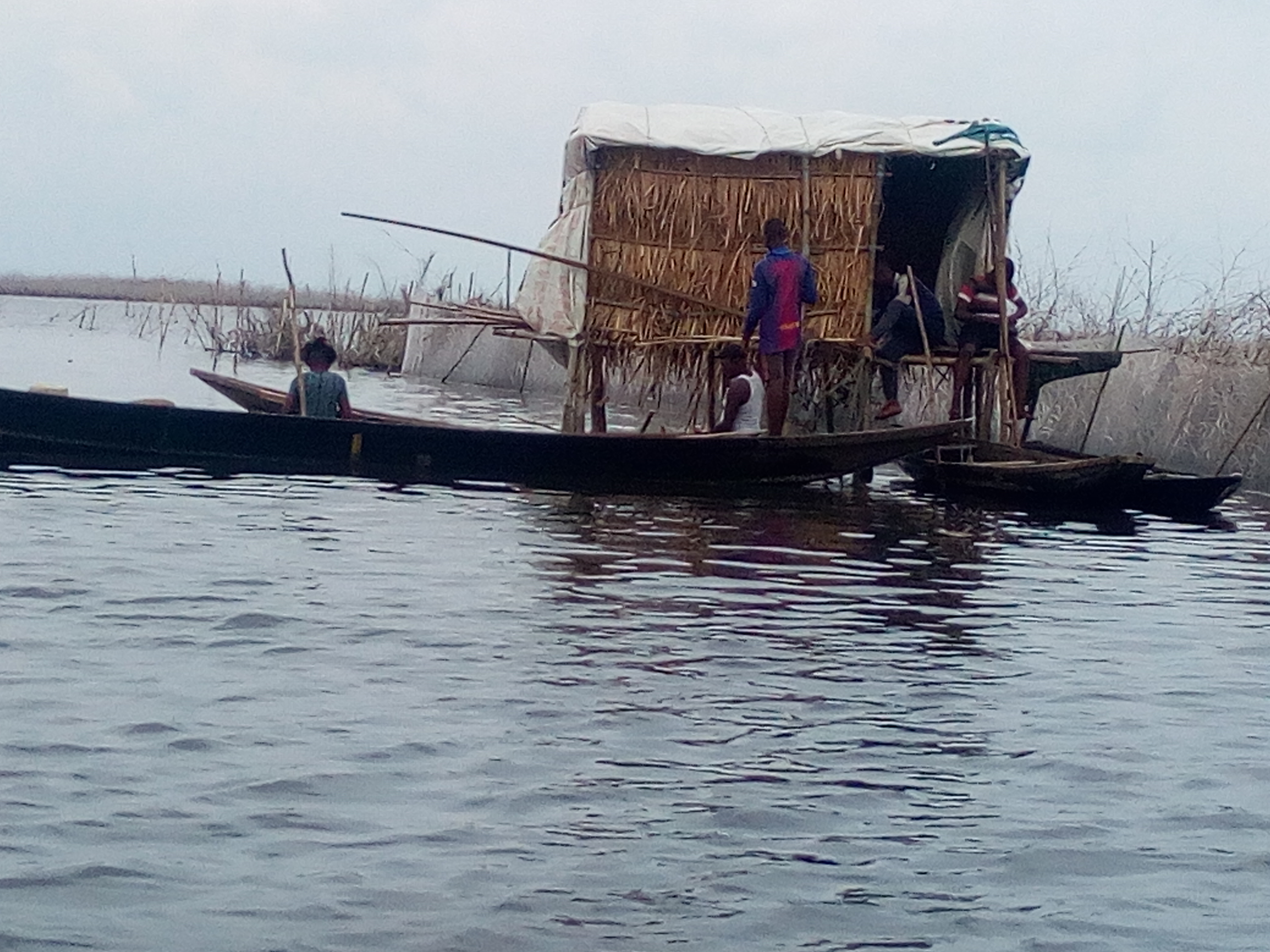
Dans le fond de l'image, Acadja.